# Lexus
Lexus (レクサス Rekusasu) je marka luksuznih vozila japanskog proizvođača automobila Toyota. Lexus se prodaje u više od 70 zemalja diljem svijeta, te je postao najveća i najprodavanija japanska marka luksuznih automobila. Marka je uvrštena među 10 najvećih japanskih svjetskih marki s najvećom tržišnom vrijednosti. Sjedište Lexusa je u Nagoji, Japanu, dok se operativni centri nalaze u Belgiji, regiji glavnoga grada Bruxellesa, te u Planu, Teksasu, Sjedinjenim Američkim Državama.
Lexusova vozila često su hvaljena zbog izuzetno tihog rada motora, te vrhunske kvalitete završne obrade i upotrijebljenih materijala. 
Od 2000-ih godina, Lexus je povećao proizvodnju izvan svog najvećeg tržišta, Sjedinjenih Američkih Država. Marka je otvorila prodajne salone na domaćem, japanskom tržištu 2005. godine, a time je postala prva japanska marka luksuznih automobila koja je nastala u svojoj zemlji. Marka se kasnije proširila na tržišta Jugoistočne Azije, Latinske Amerike, Europe i druge regije svijeta. Na hrvatskom tržištu marka je prisutna od 2007. godine. Proizvodna linija marke razlikuje se u svim regijama svijeta po konfiguracijama modela, te pogonskim sklopovima.
Lexus je postao jaka konkurencija jednima od najprodavanijih proizvođača luksuznih automobila na svijetu, kao što su BMW, Mercedes-Benz i Audi.

## Povijest
Ideja o osnivanju marke začeta je u kolovozu 1983. godine, kada je tadašnji predsjednik Toyote Eiji Toyoda zaključio kako bi bilo vrijeme da njegova tvrtka proizvede luksuzno vozilo kojim bi se konkuriralo renomiranim proizvođačima u tom segmentu. U proljeće 1985. osnovane su dvije ekipe od kojih je jedna provela istraživanja o mogućim ciljnim grupama dok je druga radila na razvijanju prvih koncepata. Već u lipnju te godine napravljen je prvi prototip modela LS 400, a tijekom sljedeće godine provodila su se testiranja tog modela u Njemačkoj i SAD-u. Konačni izgled modela LS 400 odlučen je u svibnju 1987., a u siječnju 1989. premijerno je prikazan na salonima automobila u Detroitu i Los Angelesu zajedno s manjim ES 250, te u prodaju ulaze već u rujnu iste godine. Već u prvoj godini na tržištu marka je dobila brojne pohvale. 
U svibnju 1991. predstavljen je prvi sportski model, coupé SC 400, koji je uskoro dobio i izvedbu s 3-litrenim motorom. U siječnju 1993. predstavljen je GS, a točno tri godine kasnije i prvi SUV pod nazivom LX. U listopadu 1997. GS je dobio nasljednika, a godinu dana kasnije ponuda terenskih SUV vozila proširena je modelom RX. U studenom 1999. prodan je milijunti Lexus u Sjedinjenim Državama. U lipnju 2000. u prodaju kreće i prva limuzina srednje klase pod nazivom IS, a u listopadu nasljednika dobiva i LS. U ožujku 2001. u prodaji se pojavio i nasljednik SC-a pod nazivom SC 430, koji je bio prvi Lexusov coupé-cabriolet i uopće prvi takav automobil u segmentu luksuznih kabrioleta, jer je Mercedesov novi SL predstavljen pola godine kasnije. Iste godine marka pod nazivom IS Sportcross predstavlja i prvi karavan baziran na limuzini IS, a ES dobiva nasljednika. U studenom 2002. u ponudu stiže SUV GX, koji se dizajnerski zasniva na Toyoti Land Cruiser i prodaje isključivo u Sjevernoj Americi, a četiri mjeseca kasnije nasljednika dobiva RX. U travnju 2005. Lexus predstavlja RX 400h, prvi luksuzni hibridni automobil, a iste godine na tržištu se pojavljuju i nove generacije modela GS i IS. 2006. godine Lexus je predstavio i prvu limuzinu s V8 motorom na hibridni pogon, LS 600h L, koja se 2007. našla u prodaji diljem svijeta

## Modeli po klasama

### Modeli za europsko tržište
- IS - limuzina srednje klase
- GS - limuzina više srednje klase
- LS - limuzina visoke klase
- RX - sportski terenac (SUV)
- SC - sportski kupe-kabriolet

### Ostali modeli
- ES - limuzina više srednje klase
- GX - terenac (dizajnom sličan Toyoti Land Cruiser za europsko tržište)
- LX - terenac

## Vanjske poveznice
- Lexus Hrvatska  Arhivirana inačica izvorne stranice od 6. svibnja 2008. (Wayback Machine)